# Erich Maurer
Erich Otto Heinrich Maurer (* 5. Dezember 1884 in Gohlis bei Dresden; † 28. April 1981 in Berlin) war ein deutscher Gartenbau- und Obstbauwissenschaftler. 1929 wurde er als erster Ordinarius auf den Lehrstuhl für Gärtnerischen Pflanzenbau und zum Direktor des gleichnamigen Instituts an der Landwirtschaftlichen Hochschule Berlin berufen.

## Leben und Wirken
Erich Maurer entstammt einer Familie, die seit sieben Generationen mit dem Gartenbau verbunden war. Bis 1910 erwarb er sich in Gartenbaubetrieben, auf ausgedehnten Reisen durch westeuropäische Länder und durch ein mehrjähriges Studium an der Technischen Hochschule Dresden, der Königlich Gärtnerischen Lehranstalt Berlin-Dahlem und an der Technischen Hochschule Berlin-Charlottenburg ein umfassendes Wissen auf dem Gebiet des Gartenbaus. 1911 trat er als Gartenarchitekt in die Firma L. Späth ein, einen Großbetrieb für Gartenkultur. Diese Tätigkeit musste er durch vierjährige Teilnahme am Ersten Weltkrieg unterbrechen. Ab 1919 leitete er eine 400 Hektar große Baumschule dieser Firma im Raum Ketzin (Mark Brandenburg). Seit 1927 war er Generaldirektor dieses weltbekannten Unternehmens.
Mit der Einrichtung des gärtnerischen Hochschulstudiums an der Landwirtschaftlichen Hochschule Berlin wurde Maurer 1929 als erster Ordinarius auf den Lehrstuhl für Gärtnerischen Pflanzenbau berufen und gleichzeitig zum Direktor der Lehr- und Forschungsanstalt für Gartenbau (LuFA) in Berlin-Dahlem ernannt. Seitdem widmete er sich neben dem Blumen- und Zierpflanzenbau vor allem der Selektion frostresistenter Obstunterlagen. Im Generalgouvernement Polen wurde er 1941 im Institut für Deutsche Ostarbeit mit der Verbesserung des Gartenbaus beauftragt, um die Landschaft aufzuwerten und die polnische „Baumfeindlichkeit“ zu überwinden. 1945 geriet er in sowjetische Kriegsgefangenschaft und erst 1948 kehrte er nach Deutschland zurück. Seine Ämter konnte er nicht wieder einnehmen. 1949 erhielt er jedoch einen Lehrauftrag über Baumschulwesen an der Lehr- und Forschungsanstalt in Berlin-Dahlem. 1950 gründete er mit einem seiner Schüler ein privates Unternehmen für Landschaftsgestaltung. Mit finanzieller Unterstützung der Deutschen Forschungsgemeinschaft und des Bundesministerium für Ernährung, Landwirtschaft und Forsten konnte er hier sein Lebenswerk, die Obstunterlagenforschung, fortsetzen.
Die wichtigsten Ergebnisse seiner wissenschaftlichen Arbeiten hat Maurer in den Landwirtschaftlichen Jahrbüchern, der Zeitschrift für Pflanzenzüchtung und Der Züchter veröffentlicht. Seine bedeutendste Publikation ist das 1939 erschienene Handbuch Die Unterlagen der Obstgehölze. In diesem Standardwerk der Obstbauliteratur hat er besonders die morphologischen Merkmale der Unterlagen der verschiedenen Obstarten und deren baumschulmäßige Leistung dargestellt. Als Obmann der Reichsarbeitsgemeinschaft Gartenbau hat er 1943 die Schrift Gartenbauforschung im Dienst der Kriegsernährung herausgegeben. Als eine bedeutende Dokumentation für die Wissenschaftsgeschichte gilt sein 1952 publizierter „Bericht über die Gartenbau-Forschung im Rahmen der Arbeitsgemeinschaft Gartenbau 1930-1945“.
1973 schenkte er seine etwa 3.000 Bände umfassende Bibliothek, die auch Erwerbungen seiner Vorfahren enthält, der Bücherei des Deutschen Gartenbaues e.V. in der Universitätsbibliothek der Technischen Universität Berlin.
Erich Maurer starb 1981 im Alter von 96 Jahren in Berlin. Sein Grab befindet sich auf dem Friedhof Dahlem.

## Bücher und Schriften
- Die Unterlagen der Obstgehölze. Ein Handbuch der vegetativ vermehrten Obstunterlagen für die Praxis des Baumschulers und Obstbauers, für das Anerkennungswesen und den gärtnerischen Nachwuchs. Verlag Paul Parey Berlin 1939.
- Gartenbauforschung im Dienste der Kriegsernährung. Verlag Rudolf Bechtold & Co. Wiesbaden 1943 = Leistungssteigerungen im Gartenbau, Heft 1 der wissenschaftlichen Reihe.
- Bericht über die Gartenbau-Forschung im Rahmen der Arbeitsgemeinschaft Gartenbau 1930-1945. Schriftenreihe des Land- und Hauswirtschaftlichen Auswertungs- und Informations-Dienstes Heft 16, Frankfurt am Main 1952.